# 石牛江镇
石牛江镇，是中华人民共和国湖南省益阳市桃江县下辖的一个乡镇级行政单位。

## 行政区划
石牛江镇下辖以下地区：
游伏沙社区、九家塅村、贺家塘村、石牛江村、车冲村、上七里村、增塘村、安陵坪村、小坡头村、牛剑桥村、花田冲村、化字炉村、长冲村、黄泥田村、田庄湾村和苏团村。